# 罗桑益世
罗桑益世（藏語：བློ་བཟང་ཡེ་ཤེས་，威利转写：blo bzang ye shes，1929年—2011年4月15日），摩梭人，藏传佛教格鲁派活佛，是哲蚌寺甘丹赤珠第五世活佛。

## 生平
罗桑益世是云南宁蒗永宁人，为永宁土司总管阿云山之子，也是末代永宁总管阿少云之弟。1933年，罗桑益世被认定为拉萨哲蚌寺甘丹赤珠四世活佛的转世灵童。6岁时在永宁扎美寺举行坐床仪式。1943年前往哲蚌寺学习，次年被噶厦政府认定为哲蚌寺措钦活佛。1955年考取格西学位。同年回到家乡，担任扎美寺堪布。
罗桑益世于1956年出任宁蒗县政协常委。1960年任县人大代表。改革开放后曾出任宁蒗县政协副主席、县人大副主任、云南省人大代表、丽江市政协副主席等职。此外，他还是中国佛教协会理事，云南省佛教协会副会长、名誉会长。2011年4月15日圆寂。
2015年6月，扎美寺举行了罗桑益世活佛转世灵童的坐床仪式。